# Amplificateur de brillance
« Amplificateur de luminance » redirige ici. Pour les autres significations, voir Amplificateur et Luminance.
Un amplificateur de brillance, en électronique, est un système qui permet la détection de faibles intensités de lumière, voire la transformation d'une image optique en une image électronique. L'intérêt de l'amplificateur de brillance est d'augmenter la luminosité des images ainsi obtenues et surtout leur précision dans le domaine radiologique. Par extension, en médecine, on désigne par ce nom un appareil composé :
- d'un arceau semi-circulaire portant à une extrémité un tube à rayons X, et à l'autre, un ensemble de détection composé d'un écran luminescent et du tube amplificateur de brillance, l'ensemble étant monté sur un bâti contenant également l'alimentation électrique,
- d'un ou plusieurs moniteurs vidéo pour visualiser les images ainsi obtenues, avec possibilité de mémorisation, voire d'enregistrement.
Dès les années 1950 l'amplification des images radioscopiques a été envisagée par Michel Becquerel[réf. nécessaire].
Le but est de montrer par transparence X une partie du corps en faisant apparaître cette image sur un moniteur vidéo. L'amplificateur de brillance permet de réduire la dose de rayons X nécessaire par rapport à une radioscopie directe.

## Fonctionnement
Un amplificateur de brillance est constitué d'un tube électronique. Ce tube électronique est soumis à une tension électrique.
Un amplificateur de brillance est constitué de plusieurs écrans. Il va transformer une image constituée d'une luminescence faible, provenant des rayons X ayant frappé une substance luminescente. Pour cela une tension électrique est appliquée au tube qui a pour effet d'accélérer les électrons qui viennent bombarder un deuxième écran avec une énergie supplémentaire.
L'écran de sortie, quant à lui, va transformer le flux d'électrons en lumière visible donnant ainsi une image possédant un gain de luminosité beaucoup plus important.
La dernière étape consiste à retransmettre l'image finale sur un moniteur vidéo.
L'amplification de brillance est utilisée surtout  depuis une vingtaine d'années. De nouvelles générations d'amplificateur de brillance et de caméras vidéo produisent des images radioscopiques numérisées de meilleure qualité encore.